# Daniela Molle
Daniela Molle (4 de julio de 1971) es una deportista alemana que compitió en remo. Ganó una medalla de plata en el Campeonato Mundial de Remo de 1993, en la prueba de cuatro scull.

## Palmarés internacional
| Campeonato Mundial | Campeonato Mundial       | Campeonato Mundial | Campeonato Mundial |
| Año                | Lugar                    | Medalla            | Prueba             |
| ------------------ | ------------------------ | ------------------ | ------------------ |
| 1993               | Račice (República Checa) | Medalla de plata   | Cuatro scull       |